# Пам'ятник жертвам Голодомору 1932—1933 років (Вінніпег)
Пам'ятник жертвам Голодомору у Вінніпезі — меморіал у канадському місті Вінніпезі споруджений до 50-річчя Голодомору в Україні 1932—1933 років і відкритий 24 червня 1984 року. Скульптор — Роман Коваль.
Пам'ятник відкрито з ініціативи Вінніпезького відділу комітету українців Канади на пожертвування українців Канади. Розташований перед будівлею Міської Ради Вінніпегу і є стелою з чорного мармуру на якій встановлена бронзова плита з фігурами матері і дитини. Внизу є написи — в центрі українською і по боках англійською і французькою мовами:

Цей пам'ятник споруджено на відзначення 50-ліття голоду-геноциду в Україні в 1932-33 роках і для увічнення пам'яті понад сімох мільйонів невинних жертв, планово створеного голодомору совєтським урядом у Москві. Пам'ятаючи цю велику трагедію, ми переконані, що цей нелюдяний вчинок ніколи не відійде в забуття. І це небувале страхіття ніколи не повториться в історії людства.

І на оновленій землі

         Врага не буде, супостата,

     А буде син, і буде мати,

     І будуть люди на землі.

                                   Тарас Шевченко.

Відкрито 24 червня 1984 року. Вінніпезький відділ комітету українців Канади.